# Óriás gallérosmaki
A Pachylemur egy kihalt óriásmaki, amely a Varecia nemzetségbe tartozó galléros makikhoz áll a legközelebbi rokonságban. Két faja ismert, a Pachylemur insignis és a Pachylemur jullyi, bár kétséges, hogy valóban ugyanarról a fajról van-e szó. A Pachylemurt néha óriás gallérosmakiként emlegetik, mert bár az élő galléros makikhoz hasonló fogazattal és csontvázzal rendelkezett, a Pachylemur robusztusabb volt, és akár háromszor-négyszer nagyobb. 
A galléros makikhoz hasonlóan a Pachylemur is a gyümölcsevésre specializálódott, ezért fontos magszóró volt, valószínűleg olyan fafajok esetében, amelyek magjai még a galléros makik számára is túl nagyok voltak ahhoz, hogy lenyelhessék őket. Madagaszkár délnyugati részének tüskés bozótosaiban valószínűleg olyan magvakat is szétszórtak, amelyek a szőrzethez tapadva fejlődtek ki, és elszállították őket. Más makikhoz hasonlóan a Pachylemur is csak Madagaszkár szigetén fordult elő, és szubfosszilis maradványait elsősorban a sziget középső és délnyugati részén található lelőhelyeken találták meg. 
A pachylemur az embereknek Madagaszkárra való megérkezését követően, i. e. 350 körül hanyatlásnak indult. A feltételezések szerint az élőhelyek elvesztése, az erdők feldarabolódása és a bozóthús-vadászat volt az eltűnésének oka. A pachylemur a feltételezések szerint i.sz. 680 és 960 között halt ki, bár a Madagaszkár délnyugati részén egy barlangban talált szubfosszilis maradványok arra utalnak, hogy akár 500 évvel ezelőttig is fennmaradhatott.

## Előfordulása
A Pachylemur szubfosszilis maradványait Madagaszkár minden régiójában megtalálták, kivéve a keleti esőerdőkben, ahol nem ismertek szubfosszilis lelőhelyek. A két faj jellemzően Madagaszkár déli/délnyugati részének tüskés bozótosaiban és szukkulens erdeiben (P. insignis) és a középső felföld szubhumid erdeiben (P. jullyi) élt, bár más meghatározatlan vagy töredékes maradványokat találtak a délnyugat-madagaszkári Ankilitelo-barlangban, valamint az északnyugati Amparihingidro (valószínűleg P. insignis) és a sziget északi csücskében lévő Ankarana (valószínűleg P. jullyi) száraz lombhullató erdeiben.
A P. insignis-t tartalmazó szubfosszilis lelőhelyek közé tartozik Andolonomby, Beloha (Anavoha közelében), Bemafandry, Andrahomana, Manombo-Toliara, Ambolisatra, Ambararata-Mahabo, Ampoza-Ankazoabo, Belo-sur-mer, Lamboharana, Taolambiby, Tsiandroina és Tsirave Madagaszkár déli és délnyugati részén. A P. jullyi-t Madagaszkár középső felföldjén Ampasambazimbában, Antsirabe-ben és Morarano-Betafóban jegyezték fel.
Általánosságban elmondható, hogy a makik sokfélesége az ember megjelenése óta csökkent az élőhelyek elvesztése, az erdők feldarabolódása és a bozóthús vadászat miatt. Egyes szubfosszilis helyeken a Pachylemur akár 19 vagy 20 más makifajjal együtt élt, de mára ezeknek a fajoknak csak 20%-a maradt meg ezeken a területeken.

## Életmódja
A fogak kopása és a fogszuvasodás jelenléte alapján a Pachylemur valószínűleg gyümölcsspecialista volt, akárcsak a közeli rokon fodros makik, de a legtöbb más, kihalt madagaszkári levélevő óriásmakitól eltérően. Bár elsősorban gyümölcsöt evett, étrendjét szezonálisan levelekkel és más lombokkal egészíthette ki. Fogazata hasonló volt a fodros makikéhoz, míg a molárisok és az egyenetlen fogkopás arra utal, hogy kevesebb levelet és több kemény gyümölcsöt és szárat evett, mint a mai barna makifajok.
Mivel nagyobb, keményebb, rostosabb gyümölcsöket evett, mint a galléros makik, a Pachylemur valószínűleg fontos magszóró volt. A délnyugat-madagaszkári tüskés bozótosokban csak a P. insignis és az Archaeolemur majori, a kihalt majommakik egy fajtája, gyaníthatóan nagy magszórók voltak, különösen olyan növények esetében, amelyek a fotoszintézis egy C3 szénmegkötésnek nevezett formáját használják. A növények közé, amelyek e kihalt óriásmakiktól függhettek, tartoznak az Adansonia (baobab), a Cedrelopsis, a Commiphora, a Delonix, a Diospyros, a Grewia, a Pachypodium, a Salvadora, a Strychnos, a Tamarindus és az Uncarina.
Sokáig a paleoantropológusok úgy gondolták, hogy a Pachylemur egy földön élő maki volt robusztus koponyacsontváza miatt, de a tengely- és függelékcsontvázának – különösen a csigolyák és a combcsont – újabb elemzése arra utal, hogy fán élő (arboreális) maki volt.
Mivel szemei a ma élő (nappali életmódú) makikéhoz hasonló méretűek voltak, a Pachylemur valószínűleg szintén nappali életmódú volt, akárcsak a legtöbb kihalt óriásmaki. A hasonló méretű emberszabású főemlősökhöz képest azonban a látásélessége viszonylag gyenge volt.

## Kihalása
Az emberek i. e. 350 körül érkeztek Madagaszkárra, de nem okozták azonnal a Pachylemur és a többi óriásmaki kihalását. Ehelyett számos, az emberrel kapcsolatos tényező, mint például az élőhelyük elvesztése, az erdők feldarabolódása, a bozóthús-vadászat és az invazív fajok betelepítése, valamint a sziget egyes részeinek fokozatos kiszáradása okozta hanyatlásukat, és végül több mint egy évezred alatt bekövetkezett kihalásukat. Ugyanezek a tényezők fenyegetik a ma élő összes makifajt.
A pachylemur kezdeti hanyatlása az emberi betelepülés után 500 évvel kezdődött, de még a nagyobb emberi települések kialakulása előtt. A Középső-fennsíkon és a vadászat valószínűleg jelentős állománycsökkenést okozott. A nagy makik, köztük a Pachylemur is, a Középső-fennsíkon, a szukkulens erdőkben és a szikes sűrűsödésekben körülbelül Kr. u. 950-ig éltek. A 2010-től gyűjtött szubfosszilis maradványok radiokarbonos kormeghatározása alapján a P. insignis legfrissebb maradványai a 17 datált példány közül a szukkulens erdőkben található Ankilibehandryből származnak, és Kr. u. 680 és 780 közé datálhatók. A nyolc datált példány közül a P. jullyi legfrissebb maradványai a Középső-fennsíkon található Ampasambazimbából származnak, és Kr. u. 620 és 680 közé datálhatók. A Pachylemurról általában úgy vélik, hogy i. sz. 680-960 között halt ki, de a P. insignis maradványait az Ankilitelo-barlangban (Madagaszkár délnyugati részén) is megtalálták, amelyről feltételezik, hogy kevesebb mint 500 éves.